# پل آهو چر
پل آهو چر مربوط به دوره پهلوی است و در شهرستان شیراز بخش زرقان دهستان بند امیر جاده خاکی فرعی بطرف دشت آهو چرو روستای قبطر قلو واقع شده و این اثر در تاریخ ۳۰ بهمن ۱۳۸۶ با شمارهٔ ثبت ۲۰۹۲۷ به‌عنوان یکی از آثار ملی ایران به ثبت رسیده است.